# Vireo hypochryseus
El vireo dorado (Vireo hypochryseus), también denominado vireo amarillo o vireo corado, es una especie de ave paseriforme de la familia Vireonidae perteneciente al numeroso género Vireo. Es endémico de México.  

## Distribución y hábitat
Se distribuye por el oeste tropical de México, incluyendo las islas Tres Marías.
Su hábitat preferencial es el bosque seco, las sabanas y matorrales secos, tropicales y subtropicales.

## Sistemática

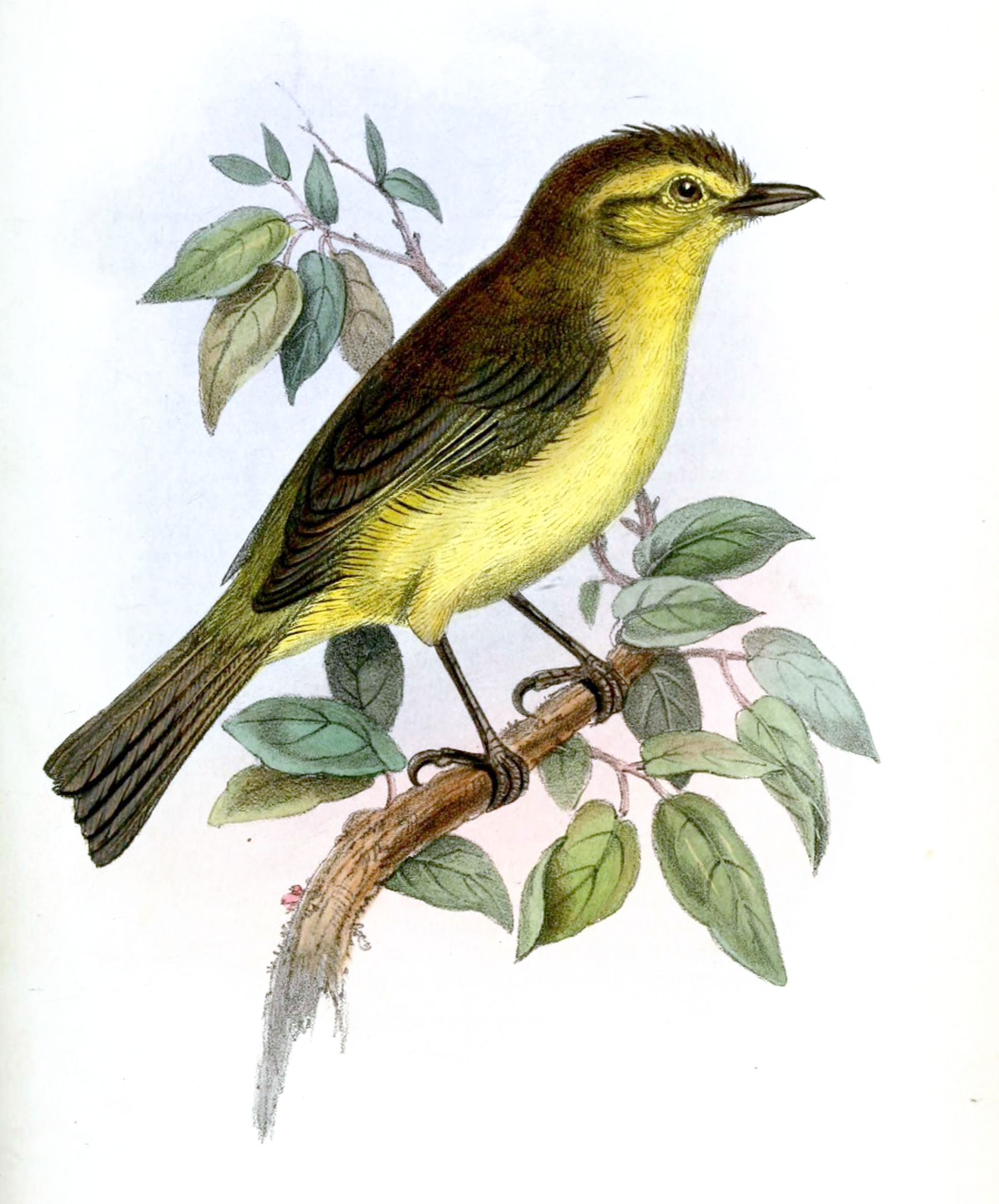
Vireo hypochryseus, ilustración de Jennens para Proceedings of the Zoological Society of London, 1862.

### Descripción original
La especie V. hypochryseus fue descrita por primera vez por el zoólogo británico Philip Lutley Sclater en 1863 bajo el mismo nombre científico; su localidad tipo es: «México».

### Etimología
El nombre genérico masculino «Vireo» deriva del latín «vireo, vireonis»: pequeño pájaro verde migratorio, tal vez la hembra de oropéndola europea (Oriolus oriolus), pero también identificado con el verderón común (Chloris chloris); y el nombre de la especie «hypochryseus» proviene del griego  «hupokhrusos» que significa ‘revestido de oro’, ‘que brilla como oro’.

### Taxonomía
Las clasificaciones Birdlife International (BLI) y Aves del Mundo (HBW) colocan a la presente especie en el género Pachysylvia, que siendo femenino muda su epíteto para P. hypochrysea.

### Subespecies
Según las clasificaciones del Congreso Ornitológico Internacional (IOC) y Clements Checklist/eBird v.2019, se reconocen tres subespecies, con su correspondiente distribución geográfica:
- Vireo hypochryseus nitidus van Rossem, 1934 - sur de Sonora, en el noroeste de México.
- Vireo hypochryseus hypochryseus P.L. Sclater, 1863 - oeste de México desde Sinaloa al sur hasta Oaxaca.
- Vireo hypochryseus sordidus Nelson, 1898 - isla Tres Marías, frente a Nayarit (oeste de México).